# L'Homme au nez cassé
L'Homme au nez cassé est un buste d'Auguste Rodin créé entre 1864 et 1865, que le sculpteur considère dans son autobiographie rédigée fin 1883, comme sa première œuvre importante.
Le modèle est un homme de peine, dénommé Bibi, qui pour une somme dérisoire, se chargeait de balayer les ateliers des artistes. Le traitement à l’antique du buste reste traditionnel mais déjà, représenter un visage asymétrique et non la beauté idéale des grecs est un début d’émancipation du joug académique. Il n’est pas anodin de noter que les cheveux sont enserrés dans un réticule que les grecs associaient à l'immortalité. Peut-on l’interpréter comme un accessoire concret du désir de gloire du sculpteur ? En s’identifiant à son modèle, c’est sa propre fragilité qu’il représente à travers le buste d’un homme de peine qu’il veut rendre immortel. Telle est la gageure réussie de Rodin qui, dès la fin de sa période de formation, révèle à travers cette sculpture des secrets si douloureux que seule la glaise pouvait leur donner forme.
Rodin réalise le buste en plâtre de cette figure et le présente au Salon de Paris en 1865, mais il est refusé.  Il récidive au Salon de Bruxelles de 1872 avec un exemplaire semblable sous le titre de "Buste de M.B" et la sculpture est cette fois-ci acceptée. Rodin décide alors de tenter à nouveau sa chance au Salon de Paris et charge Léon Fourquet, un de ses amis rencontré à l'École gratuite de dessin et de mathématiques de Paris en 1856, de le traduire en marbre. C'est dans cette matière  que Rodin présente en 1875 sa première sculpture acceptée au Salon de Paris. Trois ans plus tard, à la suite d'un accident qui endommage l'arrière du plâtre original, il expose au Salon de 1878 un masque en bronze de l'Homme au nez cassé, seule partie survivante du buste initial. Mais lorsqu'il évoque cette œuvre en 1913 avec Étienne Dujardin-Beaumetz, Rodin prétend, que l'accident dû au gel est survenu à l'origine, et que faute de temps pour réparer le buste, il n'a pu présenter qu'un fragment en 1865, geste trop novateur pour être accepté par le jury très académique du Salon.